# Thaia subrufa
Thaia subrufa är en insektsart som först beskrevs av Victor Ivanovitsch Motschulsky 1863.  Thaia subrufa ingår i släktet Thaia och familjen dvärgstritar. Inga underarter finns listade i Catalogue of Life.